# Saint-Laurent-du-Pont
Saint-Laurent-du-Pont är en kommun i departementet Isère i regionen Auvergne-Rhône-Alpes i sydöstra Frankrike. Kommunen ligger i kantonen Saint-Laurent-du-Pont som tillhör arrondissementet Grenoble. År 2022 hade Saint-Laurent-du-Pont 4 502 invånare.

## Befolkningsutveckling
Antalet invånare i kommunen Saint-Laurent-du-Pont
Referens:INSEE